# Victory Christian Fellowship of the Philippines
 (septembre 2016).
Pour les articles homonymes, voir Victory.
La Victory Christian Fellowship of the Philippines  est une megachurch chrétienne évangélique  non confessionnelle multisite basée à Taguig, dans le grand Manille, Philippines. Elle est affiliée à Every Nation Churches. Le pasteur principal en 2019 est Manny Carlos.  L'église a une assistance de 65,000  personnes.

## Histoire
L’église a été fondée à Taguig en 1984, par Steve et Deborah Murrell, des missionnaires américains,  avec Rice Broocks et 65 autres étudiants américains qui sont venus aux Philippines pour une mission d'un mois ,. Depuis 1984, l’église a grandi jusqu'à ce qu'elle dispose d'églises dans 60 villes des Philippines .
Cette église multi-site propose 94 services chaque week-end, chacun d'entre eux est dirigé par un pasteur , .
En 2015, selon un pasteur de l’église, Joey Bonifacio, elle aurait plus de 10.000 dirigeants animent des petits groupes de disciples chaque semaine.
En 2025, elle compterait 65,000 personnes .

## Croyances
L’Église a une confession de foi chrétienne évangélique et est membre de Every Nation Churches.

## Real LIFE Foundation
L'église a fondé Real LIFE Foundation pour aider les jeunes en difficulté avec des programmes d'éducation en leadership .